# Шеверничі
Шеверничі (біл. вёска Шевернычі) — село в складі Березинського району Мінської області, Білорусь. Село підпорядковане Дмитровицькій сільській раді, розташоване в східній частині області.